# Chris Watson
John Christian „Chris” Watson (ur. 9 kwietnia 1867 w Valparaíso w Chile, zm. 18 listopada 1941 w Sydney) – australijski polityk, 3. premier Australii, pierwsza osoba sprawująca ten urząd pochodząca z Partii Pracy.
Dzieciństwo spędził w Oamaru na Nowej Zelandii, w wieku 13 lat przeniósł się do Sydney. Pracował jako pomocnik drukarski i drukarz, był aktywnym członkiem związków zawodowych, w 1891 był jednym z założycieli australijskiej Partii Pracy.
W 1901 został wybrany do pierwszego parlamentu federalnego Australii, w 1904 po rezygnacji Alfreda Deakina został szefem rządu, pierwszym z ramienia partii laburzystowskiej, i jak do tej pory najmłodszym premierem Australii – miał wówczas 37 lat. Stanowisko to piastował niecały rok, złożył dymisję po tym jak wiele z proponowanych przez niego ustaw zostało odrzuconych przez parlament.
Z powodu złego stanu zdrowia jego żony, Watson wycofał się z polityki federalnej w 1910 w wieku zaledwie 42 lat, pozostał jednak aktywnym członkiem partii laburzystowskiej.